# Subdivisiones de la India británica
La India británica, a efectos administrativos, se subdividió en las siguientes unidades:

## Principales unidades administrativas
- Provincias de la India británica
- Presidencias de la India británica
- Divisiones de la India británica
- Distritos de la India británica

## Unidades políticas
Si bien la India británica no incluyó administrativamente a los estados principescos, que permanecían nominalmente fuera del Raj británico, bajo la administración de sus propios gobernantes, las relaciones de los británicos con estos estados fueron gestionadas por:
- Agencias de la India británica
- Residencias de la India británica

Aun así, las autoridades británicas recurrieron a la doctrina del lapso cuando decidieron interferir en los asuntos internos de un estado principesco.